# Mein Leben in Luxus
Mein Leben in Luxus ist eine US-amerikanische Screwball-Komödie von Mitchell Leisen aus dem Jahre 1937. Der Film basiert lose auf einer Kurzgeschichte von Vera Caspary, das Drehbuch wurde von Preston Sturges verfasst. In den Hauptrollen spielen Jean Arthur, Edward Arnold und Ray Milland.

## Handlung
New York City in der Great Depression: J. B. Ball ist einer der mächtigsten und reichsten Männer der Wall Street, doch seine Familie frustriert ihn. Sohn John Jr. ist in seinen Augen ein Nichtsnutz, der sich nur auf des Vaters Vermögen ausruht, und Ehefrau Jenny vertreibt ihre Zeit damit, in vollen Zügen Geld für Luxusartikel auszugeben. Eines Morgens entdeckt Ball, dass seine Frau 58.000 US-Dollar (nach heutiger Kaufkraft fast eine Million US-Dollar) für einen Zobelmantel ausgegeben hat. Im Streit mit seiner Frau lässt Ball den Mantel vom Dach seines Hochhauses fallen, von wo er schließlich auf den Kopf der im Doppeldeckerbus sitzenden Mary Smith fällt. Mary will den luxuriösen Mantel zurückgeben und nur ihren Hut erstattet bekommen, der von dem geworfenen Mantel beschädigt wurde. Mr. Ball besteht aber darauf, dass Mary, nachdem er sich bei ihr versichert hat, dass sie zur arbeitenden Bevölkerung gehört, den Mantel behält. Er verrät Mary nicht dessen Wert. Später kauft Ball ihr einen neuen Hut in der Boutique von Mr. Van Buren, der Mary für die Mätresse des Geschäftsmannes hält. Da Van Buren seinen Mund nicht halten kann, beginnt New Yorks Gerüchteküche schon bald zu brodeln.
Nach dem Einkauf im Hutgeschäft kommt Mary zu spät zu ihrer schlecht bezahlten Arbeit als Redakteurin beim Jungenmagazin „Boy’s Constant Companion“. Sie wird entlassen, da ihre Vorgesetzten denken, dass sie an einen solch teuren Mantel nur auf moralisch fragwürdige Weise gekommen sein könne, die sich nach Meinung des Chefredakteurs nicht mit der Moral des Magazins vertrüge. Unterdessen muss sich Mr. Ball in seinem Büro mit seinem Schuldner Mr. Louis Louis herumschlagen, dessen riesiges, von Gästen gemiedenes Hotel kurz vor der Pleite steht. Louis Louis bekommt nur fünf Tage Zeit, sein Hotel profitabel zu machen, ansonsten verlöre er es an Ball. Auf der Suche nach der rettenden Idee trifft Louis den Hutmacher Van Buren, der ihm von Balls angeblicher Mätresse Mary erzählt. Louis Louis quartiert Mary daraufhin in die Royal Suite seines Hotels ein. Er hofft, sie werde seinem Gläubiger Ball von dem Hotel vorschwärmen, so dass dieser sich die Schließung nochmal überlegt. Mary akzeptiert Louis’ Angebot, da sie sonst als Arbeitslose auf der Straße stehen würde, obwohl sie sich keinen Reim auf dessen Großzügigkeit machen kann.
Mit ihrem letzten Cent geht Mary in einen nahegelegenen Imbiss, wo man das Essen aus Automaten bekommt. Mr. Balls Sohn John hat dort unterdessen einen Job als Aushilfe angenommen, um seinen Vater davon zu überzeugen, dass er  Verantwortung für sich übernehmen kann. Er will Mary aus Mitleid ein freies Essen spendieren und öffnet dafür eine der Automatentüren, was aber ein Ladendetektiv bemerkt. Im Gerangel zwischen John und dem Detektiv werden alle Automatentüren geöffnet, woraufhin die Menschenmassen auf das kostenlose Essen stürmen. Mary und der umgehend gefeuerte John können dem Gerangel entkommen und gehen in Marys Suite ins Hotel Louis. Unterdessen quartiert sich auch Mr. Ball im Hotel ein, da Frau und Sohn beide nicht nach Hause kommen und er seinem Schuldner Louis auf die Finger schauen will. Da Marys angeblicher Geliebter Ball senior nun ebenfalls im Hotel abgestiegen ist und sie tatsächlich mit John Ball – dem Sohn – auf dem Zimmer ist, kommt es zu einer Reihe von Verwechslungen, die Louis in seinem Glauben bestärken, dass Mary und Mr. Ball wirklich eine Liebesbeziehung unterhalten.
Der Zeitungskolumnist Wallace Whistling bekommt von der Sache Wind und schreibt über Balls angebliche Affäre im Hotel Louis. Das plötzlich interessant und angesagt gewordene Hotel kann sich nicht vor Anfragen retten. Mary wird von hartnäckigen und zuvorkommenden Geschäftemachern, die Geld mit ihr machen wollen, nur so umschwärmt. Ein Börsenzocker namens Hulgar schleicht sich in Marys Suite, um zu hören, was „Mr. Ball“ vom Stahlmarkt hält. John Jr., der sich als „Mr. Ball“ angesprochen fühlt, antwortet spaßeshalber, dass die Stahlpreise runtergehen – die Märkte verändern sich daraufhin und Vater Ball, der in Stahl investiert hat, steht plötzlich vor dem Ruin. Als John Jr. sein Missgeschick auffällt, geht er zu seinem Vater und berichtet ihm davon. Nun schickt Mr. Ball die Polizei auf die Suche nach Mary, damit diese ihm sagen kann, welcher Mann sie nach dem Stahlmarkt gefragt hat. Unterdessen kommt Mrs. Ball von ihrem Urlaub in Florida nach New York zurück, um ihren Mann mit der angeblichen Affäre zu konfrontieren.
Mary erscheint selbst in Balls Büro, nachdem sie schockiert herausgefunden hat, dass ihr Mantel aus Zobel ist. Es kommt zu einem Eifersuchtsanfall von Mrs. Ball, woraufhin Mr. Ball klarstellt, dass Mary nicht seine Mätresse sei. Schließlich ruft Mary den Börsenzocker Hulgar an, um ihm zu sagen, dass die Stahlpreise doch wieder steigen würden. Dadurch wendet sich der Markt nochmals und Ball kann sein Vermögen retten. John wird endlich von seinem Vater in der Firma angestellt und will Mary heiraten. Diese wird aber inzwischen auf Anweisung von Mr. Louis Louis, der in Mary mittlerweile eine Betrügerin sieht, beinahe von der Polizei verhaftet. Aber auch dieses Missverständnis wird schließlich ausgeräumt. Als Mrs. Ball sich wieder ihren Zobelmantel aneignen will, wirft Mr. Ball ihn abermals aus dem Fenster, wo er erneut auf dem Kopf einer jungen Frau landet.

## Hintergrund
Mein Leben in Luxus war das erste Drehbuch, das Preston Sturges in seinem Studiovertrag bei Paramount Pictures schrieb. Der verantwortliche Produzent zeigte allerdings wenig Interesse und antwortete: „1936 ist nicht die Zeit für Komödien.“ Erst als Sturges sich persönlich an Regisseur Mitchell Leisen wandte und der sich vom Drehbuch überzeugt zeigte, konnte die Produktion des Filmes beginnen. Als Vorlage diente die Kurzgeschichte Easy Living von Vera Caspary, die Sturges jedoch in wesentlichen Punkten veränderte oder ergänzte. Letztlich blieben praktisch nur der Titel und die Idee, dass einer Frau ein Mantel auf den Kopf fällt, übrig. Als Sturges ab 1940 selbst Filme drehte, weil er mit den Verarbeitungen seiner Drehbücher durch andere Regisseure unzufrieden war, wurden mehrere der in Mein Leben in Luxus auftretenden Nebendarsteller zum festen Stammpersonal in Sturges’ Filmen – darunter William Demarest, Franklin Pangborn, Robert Greig, Olaf Hytten und Arthur Hoyt.
Das Hotel Louis ließ Sturges auf dem Waldorf Astoria in New York basieren, welches nach seiner Eröffnung 1931 mitten in der Weltwirtschaftskrise lange ein finanzieller Misserfolg war. Der von William Demarest gespielte Klatschreporter Wallace Whistling ist eine Anspielung auf Walter Winchell, damals ein berühmter Reporter für medisante Unterhaltungsgeschichten. Ein mögliches Ärgernis für die Zensoren des Hays Codes war die Liebesszene zwischen Jean Arthur und Ray Milland auf dem Sofa, weshalb Regisseur Leisen einen Trick anwandte: „Wir mussten die Liebesszene mit beiden liegend auf dieser langen Couch spielen, sodass sie in unterschiedliche Richtungen lagen und ihre Köpfe sich in der Mitte trafen, denn das war die einzige Möglichkeit wie wir es durch die Zensur bekommen konnten. Da durfte kein körperlicher Kontakt außer einem Kuss sein.“ Daneben ließ Leisen sehr viele Slapstick-Szenen zu, was er so erklärte:

“I was getting bored with the polite drawing room comedies I had been doing, and I decided to cut loose.”

„Ich wurde ein bisschen gelangweilt von den höflichen Gesellschaftskomödien, die ich bisher gemacht hatte, und ich entschied mich, es außer Rand und Band zu machen.“

Mitchell Leisen, der vor seiner Regiekarriere lange als Kostümdesigner arbeitete, war bei Drehbuchautoren wie Sturges oder Billy Wilder etwas in Verruf, denn sie sahen einen „ästhetischen Stilisten, dem das Bild wichtiger als das Wort war“. Im Falle von Mein Leben in Luxus waren Leisens Fähigkeiten jedoch ein Vorteil. Er treibt die ironische Darstellung des Reichtums auf die Spitze, indem die von Hans Dreier und Ernst Fegté entworfenen Sets stets verschwenderisch und luxuriös wirken. So besitzt die Royal Suite des Hotel Louis fünf Empfangsräume, eine Haupthalle, mehrere Schlafzimmer und Badezimmer, einen Trainingsraum sowie als Krönung eine Badewanne in Muschelform. Ironischerweise ist der Kühlschrank der Suite allerdings leer, weshalb die mittellose Mary mit ihren letzten Pfennigen in einem Billigrestaurant nebenan essen muss.

## FilmsongEasy Living
Der für von Ralph Rainger und Leo Robin für den Film komponierte Song Easy Living entwickelte sich zu einem Jazzstandard, der seitdem von berühmten Künstlern wie Chet Baker, Miles Davis, Art Garfunkel, Ella Fitzgerald und Billie Holiday aufgenommen wurde.

## Synchronisation
Die deutsche Synchronfassung entstand 1981 für eine Ausstrahlung in der ARD bei Bavaria Atelier GmbH, München.
| Rolle                                        | Schauspieler  | Dt. Synchronstimme |
| -------------------------------------------- | ------------- | ------------------ |
| Mary Smith                                   | Jean Arthur   | Viktoria Brams     |
| John B. Ball senior                          | Edward Arnold | Alf Marholm        |
| Chefredakteur des „Boy’s Constant Companion“ | Harlan Briggs | Erich Ebert        |

## Kritiken
Easy Living gilt heute als ein kleinerer Klassiker der Screwball-Komödie und erhält bis heute positive Kritiken, bei Rotten Tomatoes besitzt der Film – basierend auf zehn Kritiken – eine positive Wertung von 100 %. Dave Kehr schrieb, die Verdrehung der Aschenputtel-Geschichte in Zeiten der Great Depression erwerbe eine „luftige Würde“ durch Leisens Regie. Der TV Guide war ebenfalls positiv: „Preston Sturges’ einfallsreiches Drehbuch ist eines seiner besten, in dem er gewandt seine gewöhnliche Satire auf Kapitalismus und Klassensysteme mit einigen umwerfenden Dialogen und urkomischen Slapstick mischt.“ Das Lexikon des internationalen Films zeigte sich ausgesprochen positiv: „Turbulente, in ihrer Gesellschaftskritik boshafte Komödie; flott inszeniert, sprühend von originellen Gags und von guten Darstellern getragen. Ein zeitloses Filmvergnügen.“